# 程峋
程峋（？—1649年6月10日），本名程士鳳，字坦公，號九屏，江西吉安府永豐縣人，明朝、南明政治人物。

## 生平
天啓四年甲子科鄉試第八十四名举人，崇禎七年（1634年）甲戌科二甲三十八名進士，禮部觀政，八年獲授南京兵部车驾司主事，十年升武选司郎中，九月改職方郎中，十一年遷任鎮江知府，十三年以治績排行第一，十四年轉官湖廣蘇松道副使。北京危急，他帶領群眾北上勤王，暢談時政；很快除授督糧參議，海盜顧容入侵福山，南京震動，他就監督劉河軍隊以漁船出海，斬殺敵方二千多人，使顧容就撫。北京失守，嘉定的奴隸作亂，瞿姓奴宰聚眾千人殺死主子，江西的圓沙祝姓奴隸和應，大族宗氏、支氏、戴氏及南翔李氏都受波及。亂事部眾逼臨城下，貢生馬元調發三矢箭殺三人，奴隸散去。程峋命劉河遊擊貝集斬殺首領二十多人，杖殺數十人，亂事平定。鄭瑄推薦他才能可以大用，調任職方郎中；適逢他以爭妾事件和與鄉官彭歌祥互相攻訐，弘光帝命部臣嚴議，他因此去官，但仍擁有三百名鄉勇跟隨，遭鄉里討厭。
隆武年間，他的起用為廣東參政，以僉都御史巡撫惠潮。海豐山賊橫行，他監督守備謝芳開擊敗山賊，又命謝芳開與黃錦率狼兵到忠誠，惟在程鄉戰敗回歸。福京淪陷，下遊守備李明招兵計劃攻打潮州，被他斬殺。練克又打算攻城，遭黃潤中控制，次年（1647年）練克死。永曆帝繼位，召任他為兵部右侍郎；到永曆三年（1649年）正月江西淪陷，行在朝廷仍未知悉，依然升他為兵部尚書，負責宣諭總督援剿軍務，攜敕到德慶催促李赤心、高必正支援南昌。李赤心假稱清兵逼近，需趕快入衛，自己殿後，託付子女行裝給程峋先行到界口。守將張祥貪圖這些物資，發砲打死他搶奪；他的妾侍趙氏在程鄉自刎，藍氏則絕食而死。其時董方策守衛羅定，經過德慶後上報此事。他的部將楊弘遠部下放縱搶掠，董方策砲擊打沉其船隻斬殺；又有說指李元胤厭惡程峋徵召忠貞營入行在，於是派張祥殺害他。

## 家族
曾祖程鴻，祖程紹，父程震朝，太學生。

## 引用
1. 1 2  錢海岳《南明史·卷三·本紀第三》：（永曆三年）五月己未朔，……尚書程峋安撫忠貞營，至開建界口，為張祥所襲殺。
2. 1 2  錢海岳《南明史·卷六十·列傳第三十六》：程峋，本名士鳳，字坦公，吉安永豐人。崇禎七年進士。授南京職方主事，累遷鎮江知府，治行為天下第一，轉蘇嵩僉事。北京危，以眾北上勤王，極論時政。除督糧參議，海盜顧容犯福山，留都大震。峋視師劉河以漁舟出海，斬二千餘人，容遂就撫。北京亡，嘉定奴變，瞿氏奴宰聚眾千人刃其主，江西圓沙祝氏奴應之，巨室如宗、支、戴及南翔李氏皆受害。眾逼城下，貢生馬元調發三矢殺三人，奴乃散。峋命劉河遊擊貝集斬其魁二十餘人，杖死數十人，亂遂定。鄭瑄薦峋才可大用，調職方郎中。適以爭妾事，與鄉官彭歌祥相訐，安宗命部臣嚴議，峋去官，猶擁鄉勇三百人自隨，用是不為鄉里所喜。
3. ↑  《崇祯七年甲戌科进士履历便览》：程峋，曾祖鸿，祖绍，父震朝，学生。九屏，易五房，己酉年四月十四日生，吉安府永丰县人，甲子八十四名，会三十四名，二甲三十八名，礼部观政，乙亥授南兵部车驾司主事，丁丑升南武选司郎中，九月改职方司，戊寅升镇江知府，庚辰举卓异，辛巳升湖廣副使蘇松道。
4. ↑  錢海岳《南明史·卷六十·列傳第三十六》：隆武中，起廣東參政，以僉都御史巡撫惠潮。海豐山寇起，督守備謝芳開敗之。已命與黃錦率狼兵出忠誠，戰敗程鄉歸。福京亡，下遊守備李明招兵謀攻潮州，為峋所斬。練克又將攻城，為黃潤中所扼，明年克死。昭宗即位，召兵部右侍郎。永曆三年正月，江西已陷，行在猶不知，擢峋尚書，宣諭總督援剿軍務。齎敕德慶，趣李赤心、高必正往援南昌。赤心陽言實清兵已逼，當亟入衛，因自為殿，而以子女行裝託峋護之，先行至界口。守將張祥利其資，發礮殺峋而取之。妾趙，自刎死程鄉；藍；不食死。時董方策守羅定，過德慶，以事上聞。將楊弘遠兵縱掠，方策礮沉其舟三百斬之。或曰：李元胤惡峋召忠貞營入行在，使祥害之。